# Jacques Parisot (homme politique)
Pour les articles homonymes, voir Jacques Parisot et Parisot.
Jacques Parisot (22 mai 1747, Les Riceys - 30 avril 1816, Paris), est un homme politique français.

## Biographie
Avocat au parlement avant la Révolution et employé à l'administration des fermes générales, il devint capitaine dans la garde constitutionnelle de Louis XVI en 1789, et, bien que ce corps eût été licencié, prit part à la défense des Tuileries le 10 août. Il y fut blessé et ne dut son salut qu'au dévouement de quelques grenadiers de la section des Filles-Saint-Thomas qui l'emportèrent. 
À cette époque, il témoigna beaucoup de dévouement à la famille royale : dans quelques mots tracés avec une épingle, Madame Élisabeth lui en témoigna sa reconnaissance. Il émigra en 1793, pour échapper aux poursuites qui le menaçaient, et ce fut un de ses homonymes, Pariseau, qui fut arrêté à sa place et exécuté. 
Rentré en France après la chute de Robespierre, Parisot fut élu, le 13 vendémiaire an IV, député de la Haute-Marne au conseil des Cinq-Cents. Il prit place parmi les modérés, fut mêlé à différents complots royalistes, mais parvint cependant à échapper à la proscription du 18 fructidor. Hostile au 18 brumaire, il fut exclu du corps législatif le lendemain. 
Nommé en 1814, à la Restauration, chevalier de la Légion d'honneur et de Saint-Louis, il fit ensuite partie du conseil de la duchesse douairière d'Orléans.
Il est le beau-père du général Louis Alexandre Davout.

## Sources
- « Jacques Parisot (homme politique) », dans Adolphe Robert et Gaston Cougny, Dictionnaire des parlementaires français, Edgar Bourloton, 1889-1891 [détail de l’édition]